# Florus Wijsenbeek
Florus Ariël Wijsenbeek (ur. 16 czerwca 1944 w Wassenaarze) – holenderski polityk i prawnik, deputowany do Parlamentu Europejskiego II, III i IV kadencji.

## Życiorys
Ukończył w 1969 studia prawnicze na Uniwersytecie w Lejdzie, kształcił się następnie w ramach stypendium Programu Fulbrighta. W 1965 wstąpił do Partii Ludowej na rzecz Wolności i Demokracji. Był asystentem politycznym sekretarza stanu Hansa de Kostera (1970–1971), po czym podjął pracę w instytucjach europejskich. Zatrudniony w departamencie prawnym Komisji Europejskiej, jako rzecznik prasowy frakcji ELDR w Europarlamencie oraz szef gabinetu politycznego przewodniczącego PE Cornelisa Berkhouwera. Od 1975 był sekretarzem generalnym federacji ugrupowań liberalnych i demokratycznych w Europie, a od 1982 doradcą prawnym w grupie liberalnej.
W 1984, 1989 i 1994 uzyskiwał mandat posła do Parlamentu Europejskiego, który wykonywał do 1999. Zasiadał we frakcji liberalnej, od 1992 do 1997 był przewodniczącym Komisji ds. Regulaminu, Weryfikacji Mandatów i Immunitetów. Później związany z międzynarodową firmą doradczą Fipra jako dyrektor oddziału holenderskiego i jako doradca w jej centrali.